# Manfred Hertwig

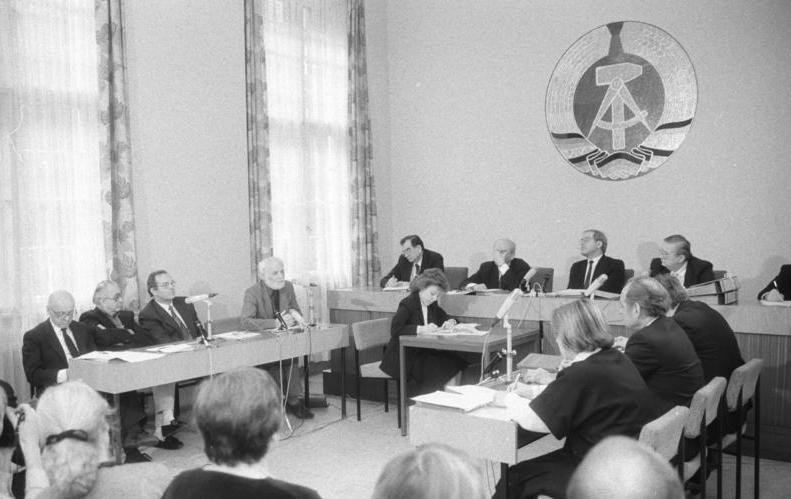
Manfred Hertwig (2.v.l.), hier im April 1990 vor dem Obersten Gericht der DDR, welches seine Verurteilung aus dem Jahr 1957 aufhob

Manfred Hertwig (* 18. Mai 1924 in Breslau, heute in Polen; † 2006) war ein deutscher Soziologe und politisch Verfolgter in der Deutschen Demokratischen Republik (DDR).
Im November 1956 wurde er gemeinsam mit Wolfgang Harich und anderen vom Obersten Gericht der DDR wegen Bildung einer „konterrevolutionären Gruppierung“ und „Staatsverrat“ zu zwei Jahren Zuchthaus verurteilt. Im April 1990 wurde Hertwig rehabilitiert.

## Leben
Hertwig, Sohn eines Mechanikers, schloss die Oberschule ab und erlernte den Beruf des kaufmännischen Angestellten. 1942 wurde er eingezogen und kämpfte als Unteroffizier im Zweiten Weltkrieg. 1945 wurde er verwundet und erlebte das Kriegsende in einem Lazarett in Bremen.
Hertwig ließ sich in Jena nieder und studierte bis 1949 Philosophie an der Friedrich-Schiller-Universität Jena. 1946 wurde er zunächst Mitglied der Sozialdemokratischen Partei Deutschlands (SPD) und nach deren Zwangsvereinigung mit der Kommunistischen Partei Deutschlands (KPD) der Sozialistischen Einheitspartei Deutschlands (SED).
Bis 1951 war Hertwig Assistent am Jenaer Institut für dialektischen Materialismus und Mitarbeiter im Forschungsinstitut für Soziologie. 1951 ging er nach Berlin, war bis 1952 Oberreferent im Sektor Philosophie des Staatssekretärs für Hochschulwesen und von 1952 bis 1955 Dozent für Marxismus-Leninismus am Philosophischen Institut der Humboldt-Universität Berlin. Ab 1953 war er zusätzlich Redaktionssekretär der Deutschen Zeitschrift für Philosophie.
Ab Mitte 1956 beteiligte sich Hertwig an verschiedenen informellen Gruppen und unterhielt Kontakte zu Mitgliedern des „Petöfi-Klubs“ in Ungarn. Mit Walter Janka vom Aufbau-Verlag, dem Philosophen Wolfgang Harich und anderen verfasste Hertwig einen Aufsatz unter dem Titel „Plattform für den besonderen deutschen Weg zum Sozialismus“, der die Diskussionen zusammenfasste. Trotz geringer Resonanz wurde der Text von der Partei- und Staatsführung als konterrevolutionärer Umsturzplan gewertet. Der „Gruppe Harich“ wurde eine staatsfeindliche Absicht unterstellt.
Im November 1956, nach der gewaltsamen Niederschlagung des Aufstands in Ungarn, wurde Hertwig seiner Posten enthoben, aus der SED ausgeschlossen, verhaftet und in der zentralen Untersuchungshaftanstalt des Ministeriums für Staatssicherheit (MfS) in Berlin-Hohenschönhausen interniert.
Der Spiegel veröffentlichte nach den Verhaftungen im Dezember 1956 eine zehnseitige Titelgeschichte, wodurch die Vorgänge international bekannt wurden.
Am 9. März 1957 wurde Hertwig nach einem öffentlichen Schauprozess „wegen des Tatbestandes und der Schuld des Staatsverrats“ zu zwei Jahren Zuchthaus verurteilt.
Nach der Haft verließ Hertwig die DDR und ließ sich in Hamburg nieder. Ab 1959 war er als freier Publizist tätig und zeitweise Studienleiter der Vereinigung für politische Bildung.
Nach der Wende und der friedlichen Revolution in der DDR wurde Hertwig rehabilitiert. Im April 1990 hob das Oberste Gericht der DDR das Urteil von 1957 auf.

## Schriften (Auswahl)
- Über die Rolle der Volksmassen und der Persönlichkeit in der Geschichte, Berlin 1956.
- mit Karl-Heinz Neuss: Diskussion und Dialektik, München 1965.
- Vom antiautoritären Kampf zum antiautoritären Zentralismus, Hamburg 1972.
- Der Umgang des Staates mit oppositionellem und widerständigem Verhalten, In: Deutscher Bundestag (Hrsg.): Materialien der Enquete-Kommission »Aufarbeitung von Geschichte und Folgen der SED-Diktatur in Deutschland.«, Band 7, Frankfurt (Main), Baden-Baden 1995.